# Lista de prefeitos de Seabra
Esta é a lista de prefeitos e vice-prefeitos do município de Seabra, estado brasileiro da Bahia.
| Nº | Nome                                                                | Imagem                            | Partido                                          | Início do mandato       | Fim do mandato                           | Observações                                                                                                |
| 1  | Pedro Bernardino Pereira                                            |                                   | Partido Republicano Democrático PRD              | 27 de agosto de 1922    | 2 de fevereiro de 1924                   | Intendente nomeado pelo governo estadual.                                                                  |
| 2  | Tibério Esquivel                                                    |                                   | Partido Republicano Democrático da Bahia PRD     | 3 de fevereiro de 1924  | 9 de agosto de 1925                      | Intendente nomeado pelo governo estadual.                                                                  |
| 3  | Manoel Fabrício de Oliveira                                         |                                   | Partido Republicano Democrático da Bahia PRD     | 10 de agosto de 1925    | 4 de julho de 1926                       | Intendente nomeado pelo governo estadual.                                                                  |
| 4  | Manoel Querino de Matos                                             |                                   | Partido Republicano Baiano PRB                   | 5 de julho de 1926      | 7 de outubro de 1928                     | Intendente nomeado pelo governo estadual.                                                                  |
| 5  | Simpliciano de Oliveira Lima                                        |                                   | Partido Republicano Baiano PRB                   | 8 de outubro de 1928    | 25 de maio de 1932                       | Intendente nomeado pelo governo estadual.                                                                  |
| 6  | Hermelino José de Souza                                             |                                   | Partido Popular da Bahia PP                      | 26 de maio de 1932      | 15 de novembro de 1937                   | Prefeito nomeado pelo Interventor Estadual.                                                                |
| 7  | Silvino Laureano Pires                                              |                                   | Partido Popular da Bahia PP                      | 16 de novembro de 1937  | 9 de setembro de 1939                    | Prefeito nomeado pelo Interventor Estadual.                                                                |
| 8  | Francisco Rodrigues Costa                                           |                                   | Partido Social Democrático PSD                   | 10 de setembro de 1939  | 17 de dezembro de 1943                   | Prefeito nomeado pelo Interventor Estadual.                                                                |
| 9  | Gileno Araújo Góis                                                  |                                   | Partido Social Democrático PSD                   | 18 de dezembro de 1943  | 26 de março de 1945                      | Prefeito nomeado pelo Interventor Estadual.                                                                |
| 10 | Fabrício de Oliveira                                                |                                   | Partido Social Democrático PSD                   | 27 de março de 1945     | 4 de janeiro de 1948                     | Prefeito nomeado pelo Interventor Estadual.                                                                |
| 11 | Tito Luna Freire                                                    |                                   | Partido Social Democrático PSD                   | 5 de janeiro de 1948    | 30 de janeiro de 1951                    | Prefeito eleito em sufrágio universal.                                                                     |
| 12 | Manoel Teixeira Leite                                               |                                   | Partido Trabalhista Brasileiro PTB               | 31 de janeiro de 1951   | 30 de janeiro de 1955                    | Prefeito eleito em sufrágio universal.                                                                     |
| 13 | Silvio Martins de Almeida                                           |                                   | Partido Democrata Cristão PDC                    | 31 de janeiro de 1955   | 30 de janeiro de 1959                    | Prefeito eleito em sufrágio universal.                                                                     |
| 14 | Manoel Teixeira Leite                                               |                                   | Partido Social Trabalhista PST                   | 31 de janeiro de 1959   | 13 de março de 1960                      | Prefeito eleito em sufrágio universal, faleceu durante o mandato.                                          |
| −  | Walter Azeredo Coutinho                                             |                                   | Partido Republicano PR                           | 13 de março de 1960     | 14 de novembro de 1960                   | Presidente da Câmara no cargo interinamente como Prefeito substituto.                                      |
| 15 | Jorge Alves de Oliveira                                             |                                   | União Democrática Nacional UDN                   | 14 de novembro de 1960  | 30 de janeiro de 1963                    | Prefeito eleito em sufrágio universal suplementar.                                                         |
| 16 | Aloyzo de Souza Rocha                                               |                                   | Partido Social Democrático PSD                   | 31 de janeiro de 1963   | 30 de janeiro de 1967                    | Prefeito eleito em sufrágio universal.                                                                     |
| 17 | Jorge Alves de Oliveira                                             |                                   | Aliança Renovadora Nacional ARENA                | 31 de janeiro de 1967   | 30 de janeiro de 1971                    | Prefeito eleito em sufrágio universal.                                                                     |
| 18 | Armínio Vieira                                                      |                                   | Movimento Democrático Brasileiro MDB             | 31 de janeiro de 1971   | 26 de julho de 1971                      | Prefeito eleito em sufrágio universal, posteriormente cassado pela ditadura militar juntamente com o vice. |
| −  | Tertuliano Ferreira Brandão                                         |                                   | Aliança Renovadora Nacional ARENA                | 26 de julho de 1971     | 5 de dezembro de 1971                    | Presidente da Câmara no cargo interinamente como Prefeito substituto.                                      |
| 19 | Fabrício de Oliveira                                                |                                   | Aliança Renovadora Nacional ARENA                | 6 de dezembro de 1971   | 31 de janeiro de 1973                    | Prefeito eleito em sufrágio universal suplementar.                                                         |
| 20 | Ápio Esquivel de Athayde                                            |                                   | Aliança Renovadora Nacional ARENA                | 1° de fevereiro de 1973 | 31 de janeiro de 1977                    | Prefeito eleito em sufrágio universal.                                                                     |
| 21 | Iovane de Oliveira Guanaes                                          |                                   | Aliança Renovadora Nacional ARENA                | 1° de fevereiro de 1977 | 31 de janeiro de 1983                    | Prefeito eleito em sufrágio universal.                                                                     |
| 22 | Salvandy Fernandes Rocha                                            |                                   | Partido Democrático Social PDS                   | 1° de fevereiro de 1983 | 31 de dezembro de 1988                   | Prefeito eleito em sufrágio universal.                                                                     |
| 23 | Iovane de Oliveira Guanaes                                          |                                   | Partido da Frente Liberal PFL                    | 1° de janeiro de 1989   | 31 de dezembro de 1992                   | Prefeito eleito em sufrágio universal.                                                                     |
| 24 | Dálvio Pina Leite (Seabra, 12.04.1936–)                             |                                   | Partido do Movimento Democrático Brasileiro PMDB | 1° de janeiro de 1993   | 31 de dezembro de 1996                   | Prefeito eleito em sufrágio universal.                                                                     |
| 25 | José Carlos Santos de Athayde                                       |                                   | Partido Trabalhista Brasileiro PTB               | 1° de janeiro de 1997   | 31 de dezembro de 2000                   | Prefeito eleito em sufrágio universal.                                                                     |
| 26 | Dálvio Pina Leite (Seabra, 12.04.1936–)                             |                                   | Partido Progressista Brasileiro PPB              | 1° de janeiro de 2001   | 31 de dezembro de 2004                   | Prefeito eleito em sufrágio universal.                                                                     |
| 26 | Dálvio Pina Leite (Seabra, 12.04.1936–)                             | Partido Progressista PP           | 1° de janeiro de 2005                            | 31 de dezembro de 2008  | Prefeito reeleito em sufrágio universal. | |
| 27 | José Luís Maciel Rocha, Rochinha (Bom Jesus da Lapa, 18.02.1968–)   |                                   | Partido do Movimento Democrático Brasileiro PMDB | 1° de janeiro de 2009   | 31 de dezembro de 2012                   | Prefeito eleito em sufrágio universal.                                                                     |
| 27 | José Luís Maciel Rocha, Rochinha (Bom Jesus da Lapa, 18.02.1968–)   | Partido Socialista Brasileiro PSB | 1° de janeiro de 2013                            | 31 de dezembro de 2016  | Prefeito reeleito em sufrágio universal. | |
| 28 | Fábio Miranda de Oliveira, Fábio Lago Sul (Seabra, 26.04.1980–)     |                                   | Rede Sustentabilidade REDE                       | 1° de janeiro de 2017   | 31 de dezembro de 2020                   | Prefeito eleito em sufrágio universal.                                                                     |
| 28 | Fábio Miranda de Oliveira, Fábio Lago Sul (Seabra, 26.04.1980–)     | Progressistas PP                  | 1° de janeiro de 2021                            | 31 de dezembro de 2024  | Prefeito reeleito em sufrágio universal. | |
| 29 | Joaquim Inácio de Souza Neto, Neto da Pousada (Seabra, 09.03.1987–) |                                   | Partido Comunista do Brasil PCdoB                | 1° de janeiro de 2025   | Atualidade                               | Prefeito eleito em sufrágio universal.                                                                     |